# أرمناك عليا
أرمناك عليا هي قرية في مقاطعة مياندوآب، إيران. يقدر عدد سكانها بـ 515 نسمة بحسب إحصاء 2016.